# Bandiera di vecchia Barag
La bandiera di vecchia Barag (陈巴尔虎旗S, Chén Bā'ěrhǔ QíP) è una bandiera della Mongolia Interna, regione autonoma della Cina. Essa è amministrata dalla prefettura di Hulunbuir.